# Bagnoli (Napoli)
Bagnoli (in napoletano Bagnole) è un quartiere dell'area occidentale di Napoli, che insieme a Fuorigrotta forma la decima municipalità del capoluogo campano.
Confina a nord con il quartiere Pianura (via Vicinale Angogna, via Vicinale agli Astroni), a nord-ovest con il comune di Pozzuoli, a sud con il quartiere Posillipo (Discesa Coroglio), a ovest si affaccia sulla baia di Pozzuoli e a est confina con il quartiere Fuorigrotta (via Vicinale Volo S.Angelo, Cupa Vicinale Terracina, via Terracina, via Nuova Agnano, via Enrico Cocchia, via Circonvallazione della Caserma di Cavalleria). Del quartiere fa parte la piccola isola di Nisida.
Il quartiere, contraddistinto da una forte e visibile natura vulcanica, fa parte dei Campi Flegrei.

## Storia

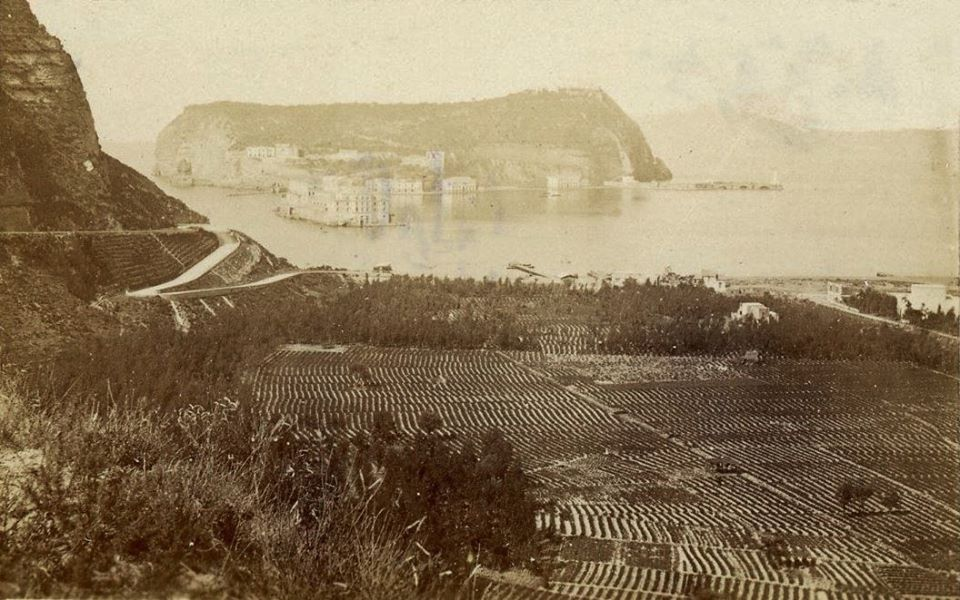
Bagnoli e Nisida in una foto di Giorgio Sommer, ca. 1875.

Il nome Bagnoli deriva probabilmente da balneolis, in quanto, prima della realizzazione degli insediamenti industriali, ospitava diversi luoghi termali.

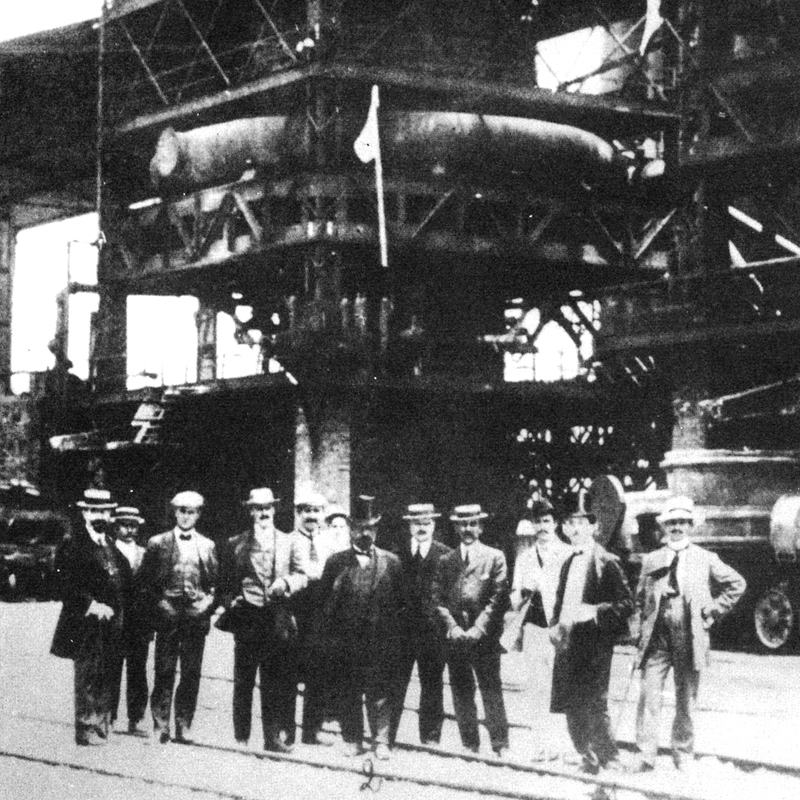
Inaugurazione delle acciaierie di Bagnoli, giugno 1910

Bagnoli poi ha legato indelebilmente il suo nome alla tradizione operaia: è stata, infatti, sede di uno dei più importanti insediamenti industriali del mezzogiorno e in particolare delle acciaierie dell'Ilva, ex Italsider, attive dall'inizio del '900 e dismesse dagli anni novanta. L'insediamento del polo industriale ha profondamente modificato la struttura dell'area che si trova nel golfo di Pozzuoli, alle pendici della collina di Posillipo.
Tra il 1946 ed il 1951 Bagnoli ospitò un campo profughi gestito dalla Organizzazione Internazionale per i Rifugiati.
Il complesso occupato dal campo fu originariamente costruito per accogliere giovani in difficoltà.
La struttura, costruita negli anni '30, fu occupata dal Ministero della Guerra Italiano fino al 1942 quando fu concessa ad un'organizzazione giovanile fascista e, più tardi, ai tedeschi per una scuola sottufficiali, fino al 1943.
Nel 1944 divenne un orfanotrofio, il Collegio Constanzo Ciano.
A metà febbraio del 1944, il 765mo Squadrone dell'Aviazione Statiunitense occupò la zona, dormendo sui pavimenti in marmo.
Al termine della seconda guerra mondiale fu usata come campo profughi, ospitando tra le 8 000 e le 10 000 persone - principalmente dall'Est Europa - in fase di collocazione per l'immigrazione in vari Paesi tra cui Argentina, Australia, Canada e Stati Uniti.
Ci furono lamentele per le malattie e i bambini che morivano.

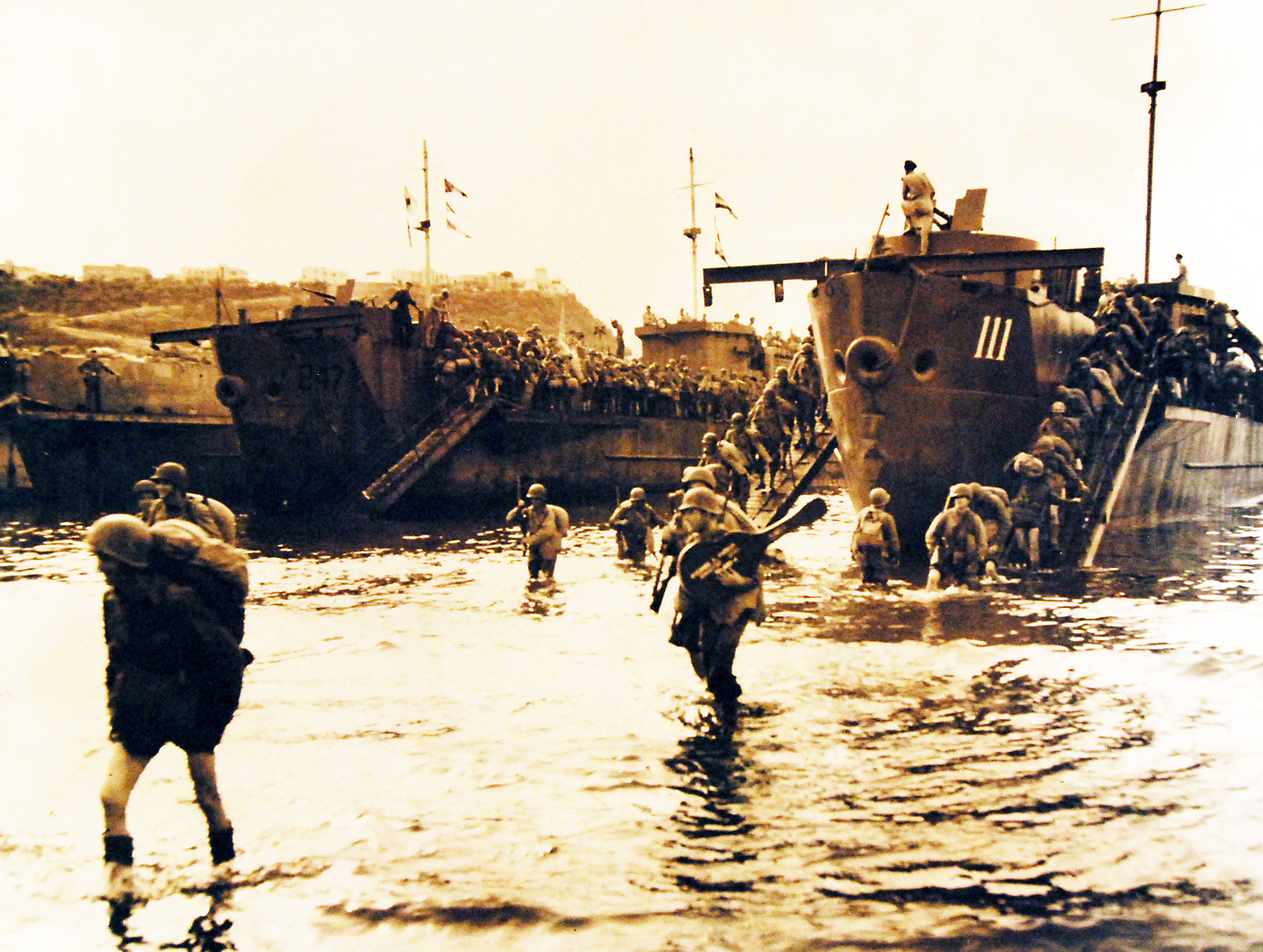
Sbarco delle truppe statunitensi sul litorale di Bagnoli, settembre 1943.

Il campo profughi fu teatro di una terribile atrocità consapevolmente commessa dagli Alleati dopo la seconda guerra mondiale come parte della tristemente famosa operazione Keelhaul che fu l'ultimo rimpatrio forzato da Bagnoli e da altri campi profughi - Aversa, Pisa e Riccione - di circa un migliaio di sfollati, classificati correttamente o per errore come cittadini ex-sovietici.
Il destino finale di molti di loro fu l'esecuzione o la detenzione nei Gulag dell'Unione Sovietica.
Nel gennaio 1953 l'area del campo profughi fu occupata dal Comando delle Forze Alleate del Sud Europa (AFSOUTH, Allied Forces Southern Europe), dal 2004 divenuto l'Allied Joint Force Command Naples - Comando della forza congiunta alleata a Napoli, e il nuovo complesso fu formalmente aperto il 4 aprile 1954, giorno del 5º anniversario del Trattato del Nord Atlantico (NATO). 
Nel 2012 la base venne chiusa a seguito del trasferimento per motivi logistici dell'Allied Joint Force Command Naples in una nuova sede situata a Lago Patria, frazione di Giugliano in Campania (NA). 
Da allora l'ex base NATO è utilizzata per ospitare manifestazioni pubbliche come spettacoli teatrali, concerti, dj set, mostre, sfilate, presentazione di libri, festival, cinema.

## Bagnoli Futura

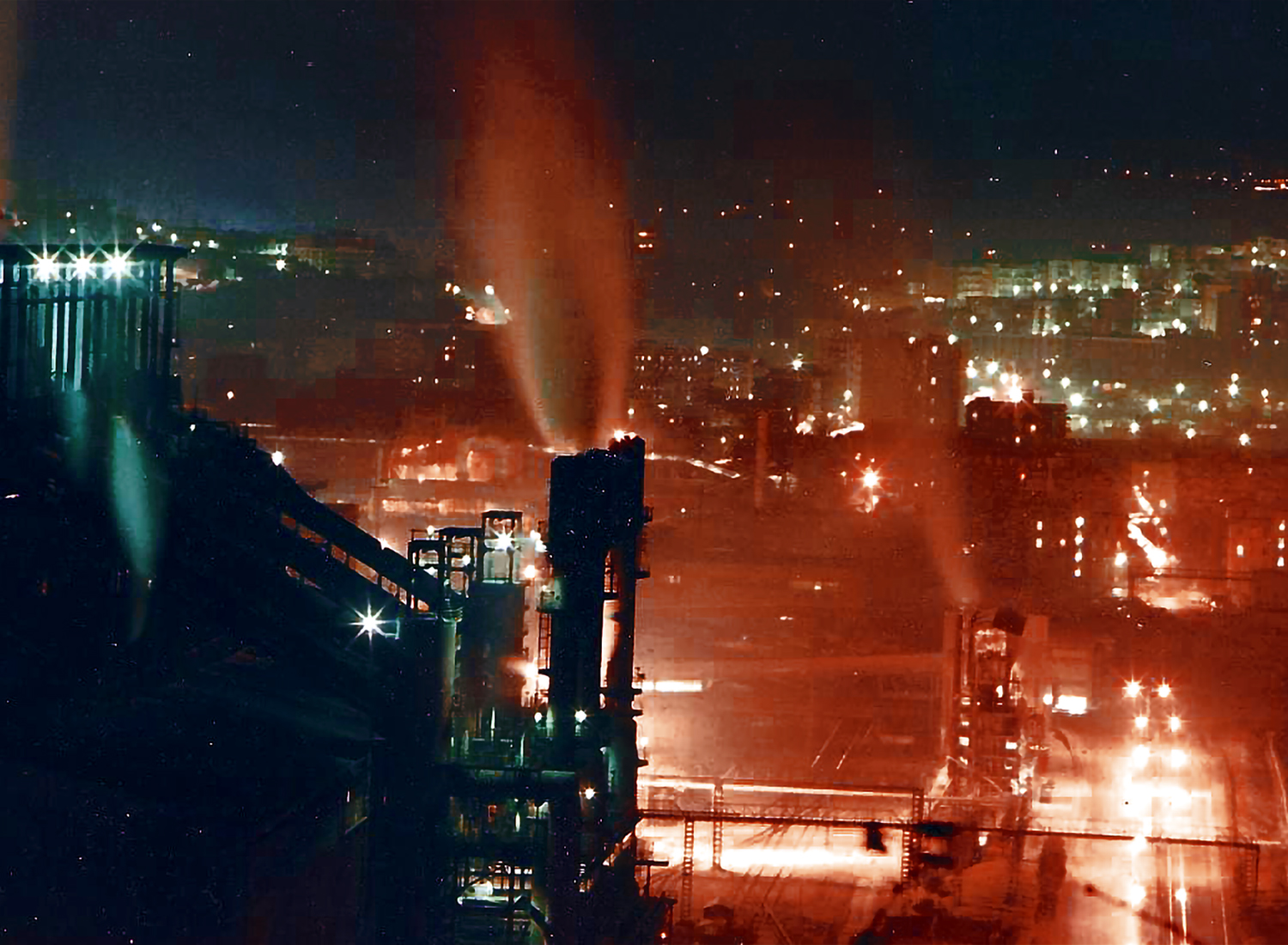
Lo stabilimento Italsider nella prima metà degli anni '80

Da decenni al centro di ambiziosi progetti di riqualificazione, l'area dell'ex Italsider è dal 2002 al centro dei lavori della Società di Trasformazione Urbana "Bagnolifutura" i cui azionisti sono il Comune di Napoli, la città metropolitana e la Regione Campania. Presidente della Stu è il professor Rocco Papa, direttore generale l'ingegner Mario Hubler. Il progetto, approvato sulla base della Variante Occidentale adottata dalla Regione nel 1998, prevede innanzitutto la bonifica dell'intera area abbandonata per permettere la realizzazione di un parco di 120 ettari e la balneazione della spiaggia. A tale riguardo un importante accordo è stato siglato nel 2007 per lo smantellamento della "colmata a mare", una piattaforma artificiale di cemento che impedisce la piena bonifica del litorale; il comune di Piombino ha accettato i materiali residui da destinare a progetti di sviluppo urbano, benché permangano proteste di organizzazioni ambientaliste, perplessità degli esperti sulla fattibilità dell'impresa e contenziosi giuridici.

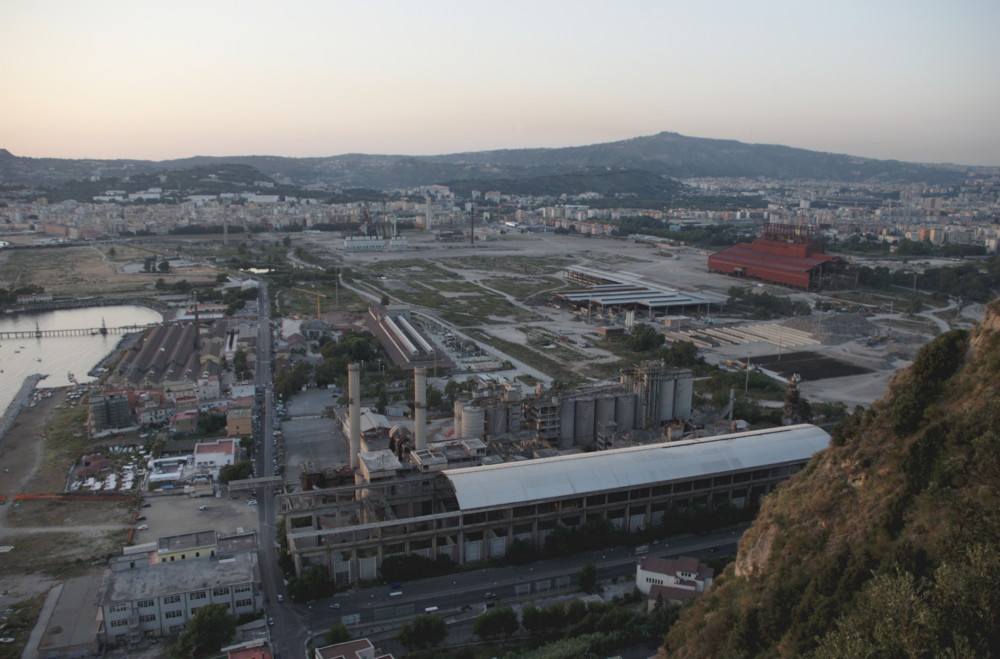
L'area dell'ex-Italsider oggi, vista da Posillipo.

L'elemento principale del progetto è la realizzazione di un grande parco a scala urbana e territoriale di circa 120 ettari che occuperà gran parte dell'area oggetto della bonifica. Anche la spiaggia verrà recuperata alla balneazione mentre via Coroglio diventerà una lunga passeggiata che si avvarrà di un prolungamento (circa 800 m) sul mare utilizzando il pontile nord opportunamente restaurato mentre sarà ristrutturato il collegamento fra Nisida e la terraferma per ripristinare il normale flusso delle correnti. Un'area di circa 70 ettari, ai margini del parco, è stata destinata ad alberghi, attrezzature turistiche e produttive (connesse alla ricerca) e residenze mentre da definire è la localizzazione del previsto approdo turistico per circa 700 posti barca.
Nel frattempo sono stati avviati i cantieri per tre progetti:

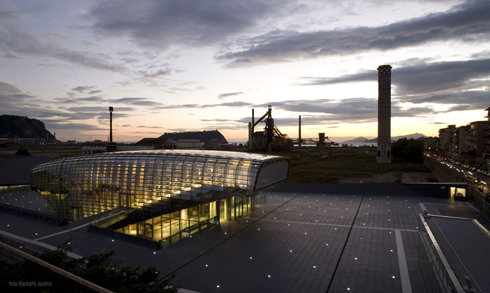
La Porta del Parco.

- Porta del Parco; un centro integrato per il turismo che ospiterà aree per la promozione del turismo, una sala conferenze per congressi e manifestazioni di vario tipo; nello specifico entro il 2008 saranno realizzate nel centro piscine termali, strutture di idroterapia, saune, bagni turchi, solarium e due bar.
- Parco dello Sport; realizzazione di un polo sportivo di oltre 30 ettari, con una pista ciclabile che consente la percorribilità longitudinale dell'intero Parco, per circa 3 200 metri. Nella parte meridionale del parco sarà invece localizzato il campeggio 3 stelle per un'estensione di circa 25000 m². Tra le attrezzature sportive e quest'ultimo è, inoltre, previsto un biolago costituito da due distinte vasche con funzione anche di depurazione del sistema delle acque.
- Acquario tematico; realizzazione di un acquario tematico per le tartarughe marine e sede di esposizioni sul tema del mare. Ha sede nell'ex impianto trattamento acqua (TNA) e sarà gestito in collaborazione con la Stazione zoologica Anton Dohrn.

Gli altri progetti previsti nel piano i cui cantieri non sono ancora stati definitivamente avviati sono:
- Parco urbano; tra la spiaggia e il porto turistico, il Parco sarà arricchito da attrezzature sportive e balneari, da un laghetto, da un roseto e da altre attrezzature ricettive. Quattro grandi viali panoramici attrezzati collegheranno Bagnoli al Parco Urbano. È prevista una piazza dedicata all'Archeologia Industriale, alcuni giardini tematici di grande pregio botanico, nonché sistemi innovativi, distribuiti in varie aree del Parco, per la produzione di energia da fonti rinnovabili.
- Napoli Studios; saranno realizzati nell'ex Officina Meccanica e copriranno l'intera filiera delle produzioni cinematografiche ed audiovisive, potendo fare affidamento su impianti tecnologici all'avanguardia. Inoltre consentiranno di formare e avviare un congruo numero di giovani alle nuove professioni legate ai settori della multimedialità e dell'audiovisivo.
- Polo Tecnologico dell'Ambiente; un centro di eccellenza per l'erogazione di servizi ad alto contenuto tecnologico in campo ambientale. Sarà realizzato e gestito da una società congiunta tra la Camera di Commercio e la Bagnolifutura.
- Linea 6 della metropolitana; la Linea 6, già in uso nella tratta Municipio-Mergellina, verrà prolungata verso la Città della scienza, con l'aggiunta della fermata Neghelli. Al 2025, sono in progettazione ulteriori fermate presso il quartiere.

## Monumenti e luoghi d'interesse
(Guido Ceronetti)
Diversi i luoghi di interesse del quartiere tra i quali Città della scienza e il Museo del Mare.
Uno dei siti di interesse di Bagnoli è l'Ippodromo di Agnano, il più grande d'Italia dove ogni anno si tengono il Gran Premio Lotteria di Agnano, il Gran Premio Freccia d'Europa e il Gran Premio Città di Napoli.
Sono note le terme di Agnano, in funzione sin dai tempi dei romani e sfruttanti l'acqua calda e sulfurea che ci ricorda la natura vulcanica della città di Napoli e dei Campi Flegrei.
Per quanto riguarda gli scavi archeologici è presente la Grotta di Seiano, una grotta romana scavata nel tufo, che collega Bagnoli alla Baia di Trentaremi dove sono presenti i resti archeologici della Villa Imperiale di Pausilypon. La grotta è stata usata nel maggio del 2007 per una video-installazione di Brian Eno.

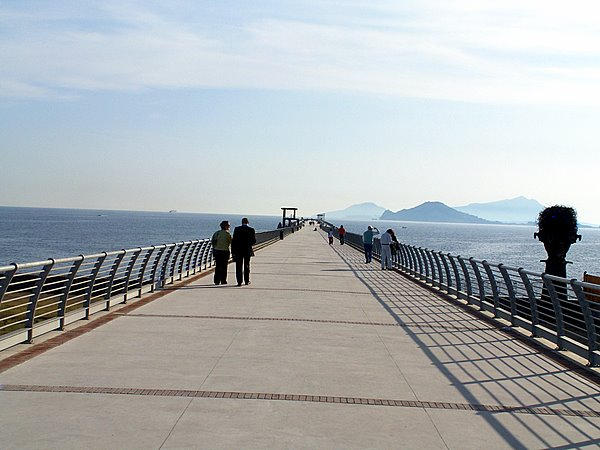
Il pontile nord dell'ex Italsider.

Nel 2006 è stato restaurato e aperto al pubblico il pontile nord dell'ex Italsider, lungo oltre 900 metri. Una volta adibito al carico e scarico di materiali industriali, ora è stato trasformato in un'area pedonale adibita al passeggio.
Nella parte alta di via Coroglio è possibile osservare il panorama della costa a nord-ovest di Napoli con Capo Miseno, Bacoli, Pozzuoli, Ischia, Procida e Monte di Procida.
Tra le chiese si segnala la chiesa di Maria Santissima Desolata e la rinnovata chiesa di San Pasquale.
Oltre la già citata Città della scienza è presente un poligono di tiro e inoltre il quartiere è sede di gran parte del divertimento napoletano con discoteche presenti sia sulla spiaggia che all'interno. Negli anni novanta, uno dei più antichi stabilimenti balneari di Napoli, il Bagno Fortuna, dal 1891, ha riaperto i cancelli donando al quartiere un pizzico di storicità e molti pub che affacciano sul lungomare fino ad arrivare a Pozzuoli. Inoltre lungo via Napoli-Pozzuoli sono nati molti ristoranti tipici, sorti su terrazze che affacciano sul mare, seguiti da una lunga serie di campi da basket e bar all'aperto.
L'ex sede degli stabilimenti Italsider è stata utilizzata per le prime edizioni del Neapolis Festival dove si sono succeduti negli anni artisti come R.E.M., Jethro Tull, The Cure, Patti Smith, Peter Gabriel e tanti altri.

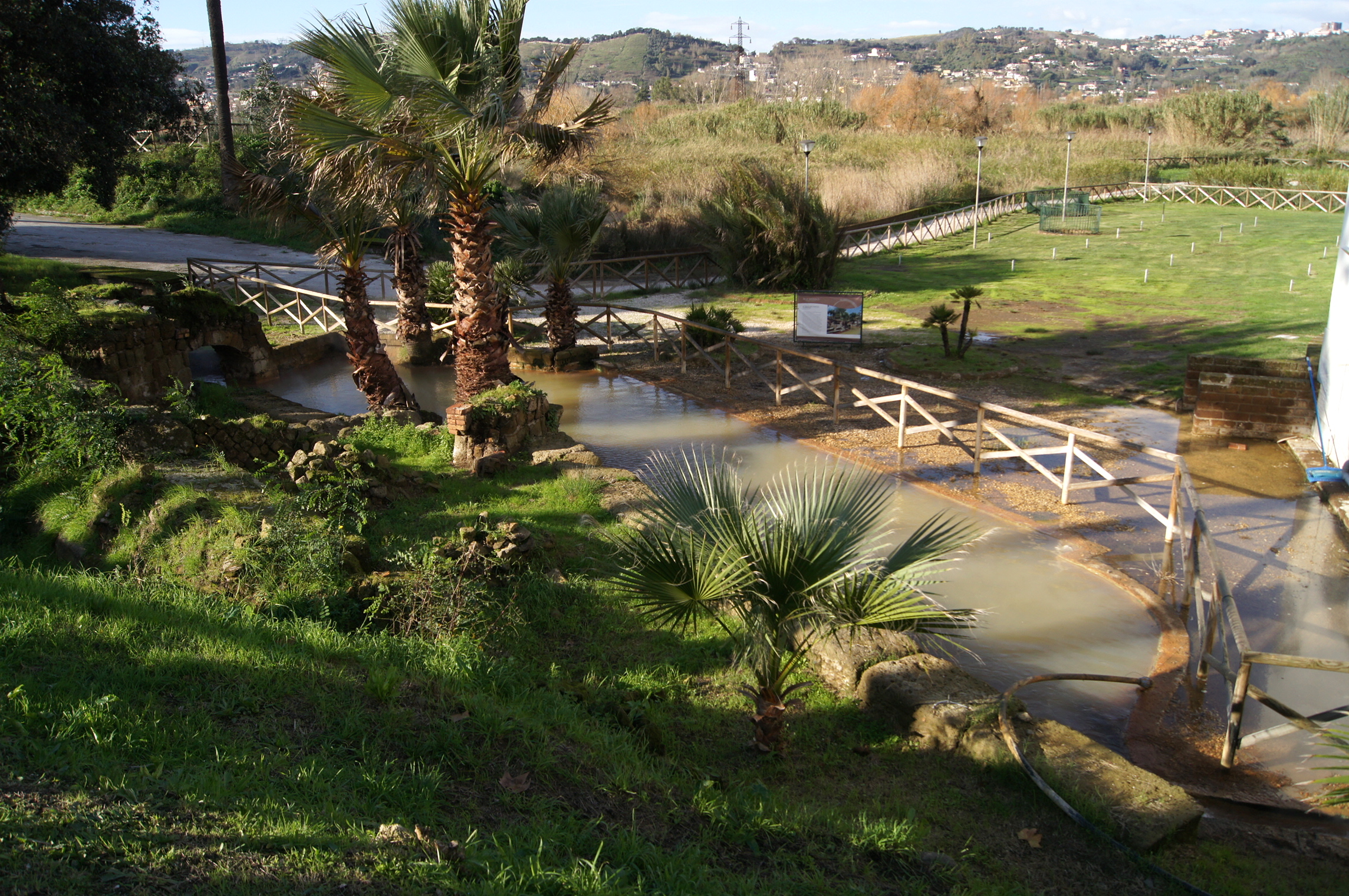
Le Terme romane di Agnano.

Da Bagnoli è possibile raggiungere, attraverso il relativo collegamento viario artificiale, l'isola di Nisida anch'essa facente parte (giuridicamente) del quartiere con i suoi caratteristici ristoranti che sorgono su via Nisida. Poiché sull'isolotto sorge un carcere minorile, l'accesso all'isola è interdetto ai visitatori, ed è possibile solo previa autorizzazione rilasciata direttamente dal Ministero dell'interno.
Nel quartiere è stata presente dal 4 aprile 1954 al 3 dicembre 2012 una delle più grandi basi NATO d'Italia, collocata nell'ex collegio Costanzo Ciano, costruito nel 1939-1940 su progetto dell'ingegnere Francesco Silvestri e finanziato dal Banco di Napoli che ne risulta proprietario. Il complesso è ubicato alla fine di viale della Liberazione, nato allora come viale XXVIII Ottobre per ricordare la marcia su Roma.
A Bagnoli si pubblica, fin dal 1975, una rivista di enigmistica classica: La Sibilla. Ad essa collaborano varie personalità italiane fra cui Umberto Eco, Paolo Conte, Roberto Vecchioni e Nicola Piovani.

## Infrastrutture e trasporti

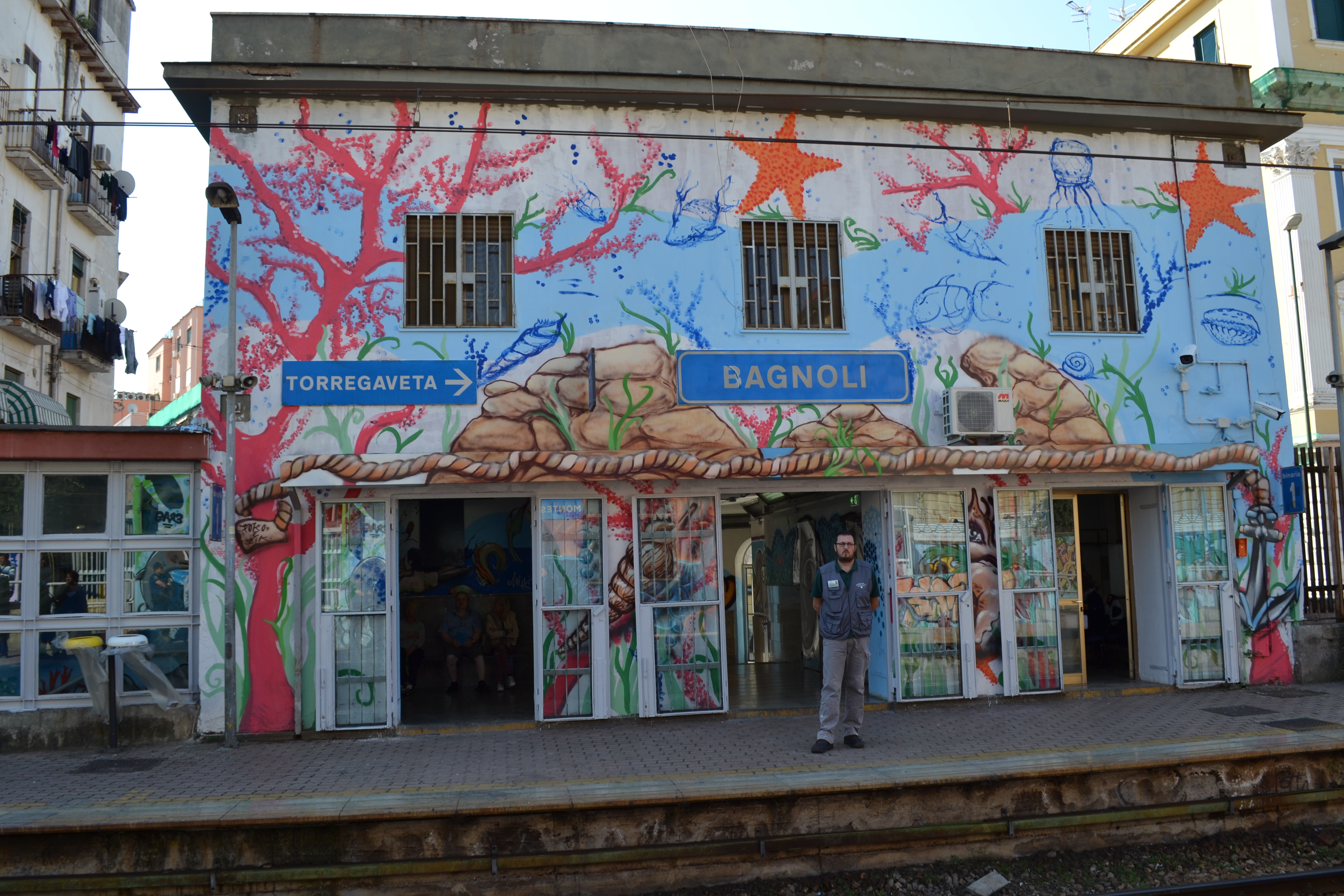
La stazione Bagnoli della Cumana, riqualificata con opere di street art.

Gli assi viari principali sono via Coroglio, via Nuova Bagnoli, via P. Leonardi Cattolica, la via di Pozzuoli, che prende il nome di via Napoli nel territorio puteolano, e via Nisida, il riempimento a mare artificiale che collega la terraferma all'isola di Nisida. Nel quartiere si trova l'uscita Agnano della Tangenziale di Napoli.
É presente la stazione Bagnoli-Agnano della Linea 2 della Metropolitana di Napoli nonché le stazioni Agnano, Bagnoli e Dazio della Ferrovia Cumana.
Fra il 1883 e la seconda guerra mondiale era attiva la tranvia Napoli-Bagnoli-Pozzuoli, poi sostituita da un autoservizio urbano.

## Economia
Bagnoli è stata per lungo tempo un quartiere a vocazione residenziale, pertanto l'economia si basa soprattutto sulla fornitura di beni e servizi ai suoi abitanti. Il recente sviluppo turistico della zona, trainato soprattutto dalla vicinanza del quartiere al polo fieristico della "Mostra d'Oltremare" e dai buoni collegamenti con il centro della città, sta sostenendo la nascita e lo sviluppo di servizi di alloggio e ristorazione.